# Вулиця Софії Яблонської
Ву́лиця Софії Яблонської — вулиця в Шевченківському районі міста Львова, в місцевості Підзамче. Прямує від вулиці Замарстинівської (між вулицями Гайдамацькою і Ткацькою) на північний схід та схід до вулиці Жовківської. Прилучаються вулиці Союзу Українок та Бориславська.

## Назва

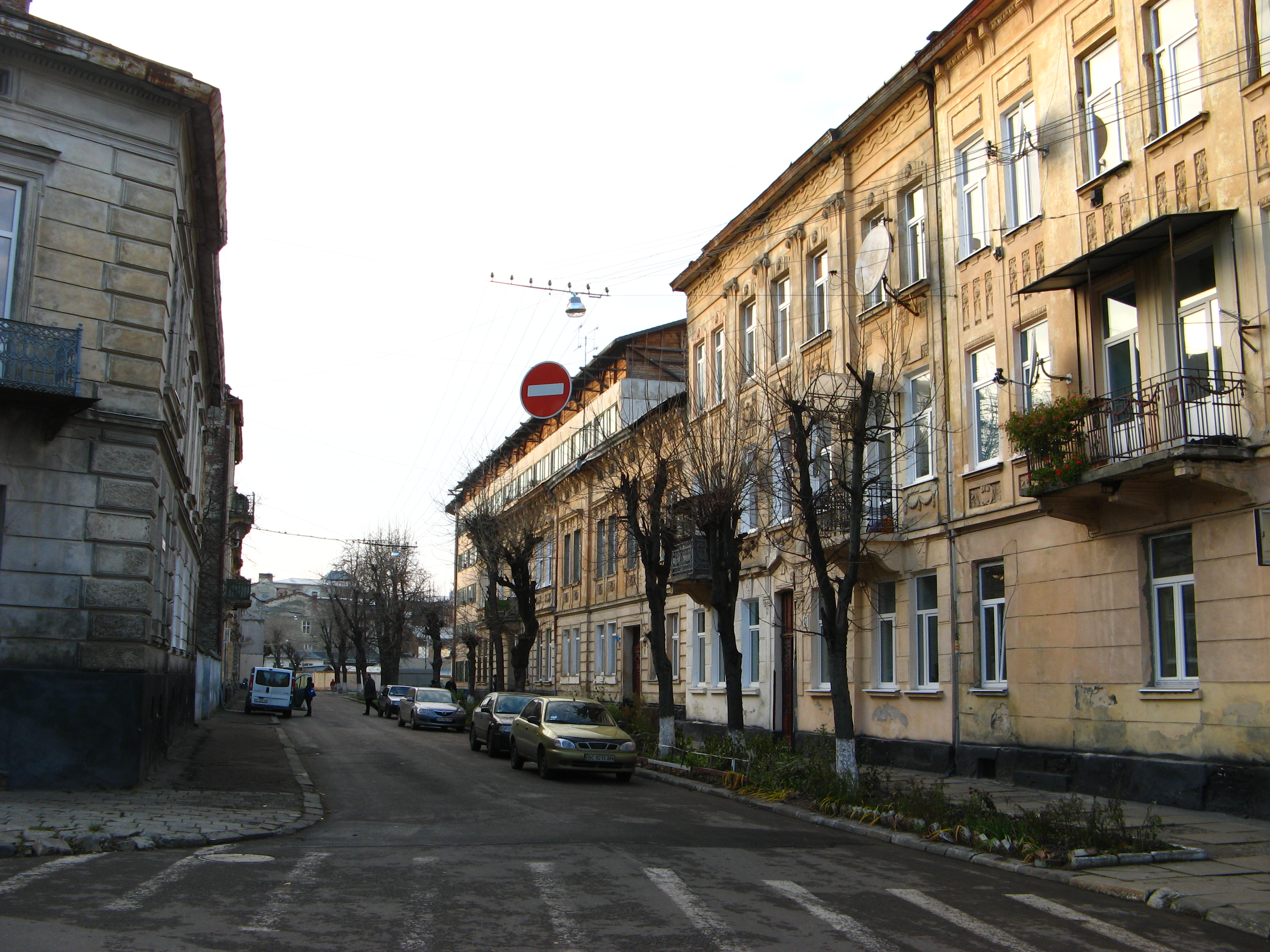
Вигляд на вул. Софії Яблонської від вул. Жовківської

У 1766—1944 роках мала назву — вулиця Панєнська (або на австрійський манер — Юнгфанґассе), на честь сестер Василіянок, чий монастир розташовувався неподалік. У 1944 році вулиця отримала сучасну назву — Заводська, через значну кількість промислових підприємств, розташованих на ній та сусідній вулиці Ткацькій.
Рішенням виконавчого комітету Львівської міської ради від 18 серпня 2022 року вулицю Заводську перейменовано на вул. Софії Яблонської, на пошану української та французької письменниці, журналістки, мандрівниці, фотографині Софії Яблонської.

## Забудова
Вулиця Софії Яблонської забудована житловими, переважно дво- та триповерховими, будинками, зведеними наприкінці XIX — на початку XX століття у стилях класицизм, віденська сецесія, конструктивізм, а також присутня промислова забудова. Декілька будинків внесені до Реєстру пам'яток архітектури місцевого значення.

### Будинки
№ 3 — триповерховий житловий будинок збудований у 1897 році на замовлення Йосифа (Юзефа) Бараха. 1899 року у подвір'ї будинку за проєктом будівничого Анджея Ґоломба товариством «Зіхрон Йосеф» була збудована синагога «Барахс шул». Синагога мала купольне скляне перекриття молитовного залу, єдине серед усіх львівських синагог, а також багату поліхромію стін авторства художника Якуба Шлехтера. Синагога знищена під час німецької окупації. Нині на руїнах будівлі зберігся фрагмент стінопису з традиційними написами — рядками з Псалма 137 Старого Завіту. У 1935 році власником будинку ще було товариство «Зіхрон Йосеф», а 1939 року — купець З. Горовіц. 
№ 5 — на початку XX століття власником будинку був Міхал Костецький.
№ 7 — двоповерховий будинок у стилі неоренесансу, що належав з 1880-х років будівничому Анджею Передяткевичу. У 1922 році інженер Борис Чачкес перебудував будинок з долученням фабричного корпусу для власника фабрики мила та рослинних жирів Рубіна Редера. У 1935 році власником комплексу будинків фабрики була Фанна Редер. Нині тут містяться компанія з експрес оцінки нерухомості та медичний центр Святої Параскеви. 
№ 8 — у міжвоєнний період в будинку містилася мала фабрика рослинних жирів «Еукос». Від радянських часів за цією адресою містилася станція технічного обслуговування автомобілів «Асторія», а від часів незалежності ще й салон краси «Аваре». Нині тут розташована ветеринарна клініка «EuroVet», пральня «Пані» та аптечна крамниця мережі «Подорожник».
№ 9, 11 — триповерхові будинки, споруджені у 1906—1907 роках за проєктом архітектора Кароля Скавінського у стилі орнаментальної сецесії на замовлення Гіллеля Ноя. До 1940-х років будинок № 9 належав Гіллелю Ною та його дружині Шейндлі. Власниками будинку № 11 у 1916 році був Ізак Фухс, 1920 році — доктор Бернард Фухс, у 1935—1939 роках — Хілда та Сауль Бок. Тут у міжвоєнний період розташовувалося асфальтне підприємство Адольфа Фрухта та хімічні товари «Колумбія» Віттльос. Будинки внесені до Реєстру пам'яток архітектури місцевого значення під охоронними № 593/1-м та № 593/2-м.
№ 21, 23 — тут у 1910 році відкрилася фабрика цукру, шоколаду та какао «Hazet». Назва фабрики складалася з абревіатур прізвищ її власників — Самуеля Гаммера та Вольфа Зіманда. Перші корпуси фабрики збудовані у 1910—1912 роках за проєктом архітектора Генрика Сальвера. Було застосовано нові залізобетонні конструкції, а фасад відзначався геометричними лаконічними формами. Проєкт перебудови фабрики у 1924—1927 роках виконав будівничий Ізраель Маркус Собель, перші проєктні рішення були втілені в життя лише у 1929 році, але у дуже спрощеному варіанті. Дуже лаконічними стали капітелі пілястр, зовнішні грані будинку не отримали декорованого русту. Ще більш спрощеним став фасад головного будинку у 1936 році після його реконструкції за проєктом архітектора Артура Шталя. У 1930-х роках на фабриці працювало 290 робітників. Фабрика «Газет» у 1940-х роках, після «націоналізації», отримала нову назву — кондитерська фабрика «Більшовик». Повоєнна радянська так звана перебудова знищила останні ознаки стилістики, було замуровано входи та частину вікон. 1962 року кондитерські фабрики «Більшовик», імені Кірова, Львівську кондитерську фабрику № 3 та Чортківську кондитерську фабрику об'єднано в одну — кондитерську фабрику «Червона троянда», яку 3 серпня того ж року перейменовано на «Світоч». При підприємстві працював фабричний клуб.
№ 24 — за Польщі в цьому будинку містилася ткальня «Плон».
№ 25 — за цією адресою у міжвоєнний період містилися фабрика гнутих меблів Альбаха та магазин одягу «Прогрес».
№ 26 — за Польщі тут працювала парфумерно-косметична фабрика «Diver Paris» Шенкеля. Нині тут випробувальна лабораторія радіоелектронної апаратури та обчислювальної техніки ДП «Львівський НВЦ стандартизації, метрології та сертифікації».
№ 27 — за цією адресою у міжвоєнний період містилася фабрика содової води Абраґама Брюкенштайна. Нині цієї адреси не існує.
№ 30 — за цією адресою розташоване львівське комунальне транспортно-ремонтно-аварійне підприємство «Трап».
№ 31 — за цією адресою розташований Львівський завод радіоелектронної медичної апаратури «РЕМА». Підприємство розпочало свою діяльність 1 серпня 1944 року, на основі розпорядження ради Народних комісарів УРСР № 786 від 31 липня 1944 року, як завод дезінфекційного обладнання. У лютому 2017 року в приміщенні колишнього заводу відкрився театр львівської театральної групи «Гершом», а 9 вересня того ж року — відкрився коворкінг «Your Choice». Також тут працює майстерня «Zelenew» з переробки використаного пластику на нові речі, дизайн-бюро «Хочу до раю», друкарня «MiniZavod», хімчистка «Лавандерія», пекарня «Сам Смак» та ще низка приватних компаній.
№ 36 — триповерховий житловий будинок галерейного типу, споруджений у 1895—1896 роках як Дім убогих ізраелітів Фундації імені Германа Гешелеса, за проєктом будівничого Анджея Ґоломба у стилі пізнього неоренесансу. Раніше у центрі фасаду розміщувався напис польською «Dom ubogich izraelitów Fund. im. Hermana Heschelesa», розділений на дві частини — над вікнами другого та третього поверхів. Нині — житловий багатоквартирний будинок.